# الطرش الجنوبيين (قصبة الطرش)
الطرش الجنوبيين هي إحدى مشيخات المملكة المغربية، تتبع جغرافيا لإقليم خريبكة وإداريًا لقصبة الطرش. يقدر عدد سكانها بـ 4,271 نسمة حسب الإحصاء الرسمي للسكان والسكنى لسنة 2004.